# Рухимович Мойсей Львович
Мойсей (Мусі́й) Льво́вич Рухимо́вич (жовтень 1889, Кагальник — розстріляний 29 липня 1938, Москва) — єврейський радянський партійний та державний діяч. Член ЦК КП(б)У в грудні 1921 — листопаді 1927 року. Член Політичного бюро ЦК КП(б)У з 17 травня 1924 по 16 жовтня 1926 року. Член ЦК ВКП(б) у травні 1924 — січні 1938 року. Член Організаційного бюро ЦК ВКП(б) з 17 лютого 1927 по 26 червня 1930 року. Член ЦВК СРСР 1—7-го скликань.

## Життєпис
Народився в селі Кагальник Ростовського округу Області війська Донського (тепер — Азовського району Ростовської області) в родині слюсаря. Закінчив двокласну школу в селі Кагальнику, навчався в реальному училищі міста Ростова-на-Дону. З 1903 по 1906 рік працював репетитором у Ростові-на-Дону.
У 1904 році приєднався до соціал-демократичного руху, з 1905 по 1907 рік був членом єврейської робітничої організації «Бунду».
У 1906—1908 роках — в еміграції. Працював на заводі в Палестині, проживав у Туреччині, Єгипті, Греції та Болгарії. У 1908 році повернувся до Російської імперії. З 1908 по 1910 рік — репетитор у Ростові-на-Дону.
У 1910—1911 роках служив у російській армії добровольцем Дагестанського полку в місті Грозному.
Закінчив екстерном сім класів Грозненського реального училища в 1911 році. З 1911 по 1913 рік навчався в Харківському технологічному інституті, навчання не закінчив. У 1913—1914 роках працював репетитором у місті Новоросійську.
Член РСДРП(б) з липня 1913 року.
З 1914 по березень 1917 року служив у російській армії.
У квітні — грудні 1917 року — член Харківського комітету РСДРП(б). Від серпня 1917 року — член військової ради та голова військової секції при Харківській раді робітничих та солдатських депутатів, яка 23 жовтня 1917 року перебрала на себе всю повноту влади. Був керівником військового гарнізону Харкова.
З 6 грудня 1917 року разом з Руднєвим, Моргуновим і Тиняковим співголова штабу Червоної гвардії і Харківського військово-революційного комітету. З 23 грудня 1917 року — член Харківського губернського революційного комітету. З грудня 1917 по березень 1918 року — начальник червоногвардійського загону на Калединському фронті в Донбасі.
На IV-му обласному з'їзді Рад робітничих депутатів Донецького й Криворізького басейнів, з 27 грудня по 30 грудня 1917 року (за новим стилем — з 9 січня по 12 січня 1918 року) в Харкові, увійшов до складу Ради народних комісарів новоствореної Донецько-Криворізької Радянської Республіки як народний комісаріат військових справ ДКР. 8 березня 1918 року його обрано головою «надзвичайного штабу з організації оборони та революційної війни» в складі Коляденка, Сапельникова, Петриківського й Руднева з підпорядкуванням всіх збройних частин Червоної гвардії та армії.
Після відходу з України під натиском німецько-австрійських військ, Мойсей Рухимович з березня по листопад 1918 року служив військовим комісаром 5-ї армії РСЧА на Царицинському (Південному) фронті в Харкові та Царицині. У листопаді — грудні 1918 року — начальник (військовий комісар) Центрального управління постачання Робітничо-селянської Червоної армії в Москві.

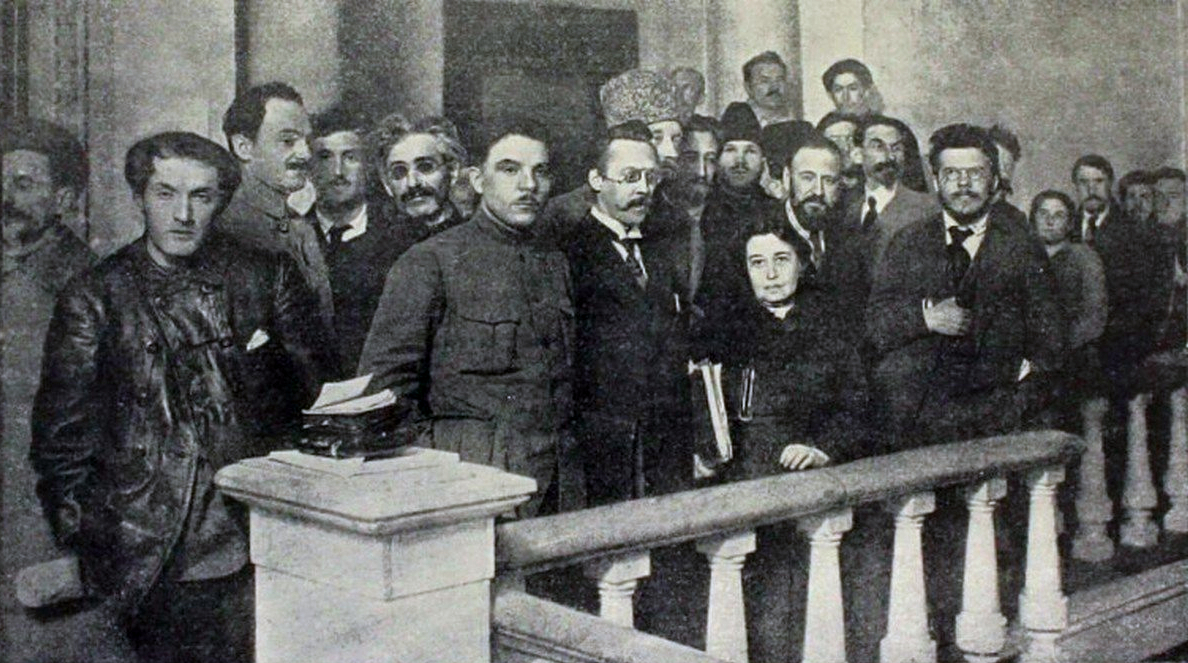
Керівні діячі КП(б)У під час українсько-більшовицької війни. Зліва направо: Олександр Хмельницький, Мойсей Рухимович, Мойсей Грановський, Володимир Юдовський, Климент Ворошилов, Володимир Мещеряков, Микола Подвойський, Анжеліка Балабанова, Християн Раковський, Микола Скрипник, Володимир Затонський.

З грудня 1918 по січень 1919 року — комісар Центрального управління з формування Червоної армії Української Радянської Народної Республіки (УНР), народний комісар з військових справ (УНР). У січні — травні 1919 рокуроку — член Ради народних комісарів УНР, завідувач гірничопромислового відділу Ради народного господарства Радянської України.
З 11 серпня по 24 жовтня 1919 року — військовий комісар 41-ї стрілецької дивізії 14 армії. З жовтня 1919 року — начальник постачання 14-ї армії Південного фронту. З 8 грудня 1919 по 21 листопада 1920 року — член Революційної військової ради 14-ї армії РСЧА, відповідальний за забезпечення військ.
6 грудня 1919 року за рішенням РВР Південного фронту Рухимович на визволених від денікінських військ теренах входить до складу заново створенного Харківського революційного комітету. У 1919—1920 роках — член Революційної військової ради Української РСР.
У грудні 1920 — вересні 1923 року — голова виконавчого комітету Донецької губернської ради та голова виконавчого комітету Бахмутської повітової ради. Одночасно з грудня 1920 по жовтень 1921 року — керуючий тресту «Донвугілля». Учасник придушення Кронштадтського повстання у березні 1921 року.
У 1923 — серпні 1926 року — керівник Державного тресту з виробництва і продажі кам'яного вугілля і антрациту «Донвугілля» (що об'єднував усі шахти Донецького басейну) в місті Харкові.
З 1925 по 1926 рік (за сумісництвом) — голова Вищої ради народного господарства Української СРР.
З 21 вересня 1926 по 1930 рік — заступник голови Вищої Ради Народного Господарства (ВРНГ) СРСР. 23 вересня 1927 року постановою Ради народних комісарів СРСР введений до Президії ВРНГ. На VIII з'їзді професійних союзів Московської області виступив з доповіддю про перспективи розвитку промисловості СРСР.
З 11 червня 1930 по 2 жовтня 1931 року — народний комісар шляхів сполучення СРСР.
З жовтня 1931 по червень 1934 року — керуючий кам'яновугільного, хімічного і металургійного державного тресту «Кузбасвугілля» в місті Новосибірську.
У червні 1934 — грудні 1936 року — заступник народного комісара важкої промисловості СРСР з палива. Одночасно у лютому 1935 — грудні 1936 року — начальник Головного управління вугільної промисловості «Головвугілля» Народного комісаріату важкої промисловості СРСР.
8 грудня 1936 — 15 жовтня 1937 року — народний комісар оборонної промисловості СРСР.
18 жовтня 1937 року заарештований органами НКВС. Засуджений до страти 28 липня 1938 року. Розстріляний наступного дня. Похований на розстрільному полігоні «Комунарка» біля Москви
Посмертно реабілітований 14 березня 1956 року.

## Нагороди
- орден Леніна (7.07.1935)
- орден Червоного Прапора (20.02.1928)